# Leptocera boruvkai
Leptocera boruvkai är en tvåvingeart som beskrevs av Rohacek 1993. Leptocera boruvkai ingår i släktet Leptocera och familjen hoppflugor. Inga underarter finns listade i Catalogue of Life.